# Tsubasa Oya
Tsubasa Oya (大屋 翼, Oya Tsubasa) est un footballeur japonais né le 13 août 1986. Il évolue au poste de défenseur.

## Biographie
Il est demi-finaliste de la Coupe du Japon en 2016 avec l'Omiya Ardija.

## Palmarès
- Champion du Japon de D2 en 2015 avec l'Omiya Ardija